# 娄自良
娄自良（1932年—2023年1月4日），男，上海人，中国俄语翻译家，上海译文出版社副编审。中国翻译协会资深翻译家。